# 梅索拉椰属
梅索拉椰属（学名：Masoala）是棕榈科的一属。

## 下属物种
本属包括以下物种：
- Masoala kona Beentje
- Masoala madagascariensis Jum.